# Отонас Еслин
О̀тонас Ѐслин (на гръцки: Όθωνας Έσσλιν) е гръцки офицер и революционер, деец на гръцката въоръжена пропаганда в Македония, агент от ІІ ред.

## Биография
Роден е в 1880 година в Атина, в семейството на политика Аристидис Еслин и Мария Нотару, внучка на Георгиос Караискакис. По време на гръцката въоръжена пропаганда в Македония през 1906 година е начело на малка чета, а по-късно постъпва в четата на лейтенант Димитриос Папавиерос (Гурас), която е създадена през пролетта на 1907 година и действа в северозападната част на Нидже. На 30 май 1907 година четата на капитан Гурас навлиза в Македония от Гърция. На 14 юни 1907 година, между селата Загоричани и Лехово, четата е засечена от османска войска. Караулът начело с Еслин забелязва османците, но четата не успява да се изплъзне и последва една от най-кървавите битки за гръцките андарти от целия период на въоръжената пропаганда. След пробиването на обсадата, Отонас се губи, но по-късно се присъединява към четата на Емануил Кацигарис. Двете чети действат срещу българските села до декември, когато Папавиерос се разболява и се връща в Гърция.
Еслин умира в Атина на 30 ноември 1913 година.